# Yaginumaella originalis
Yaginumaella originalis là một loài nhện trong họ Salticidae. Loài này được phát hiện ở Myanmar.